# Tomac
Tomac je priimek v Sloveniji in tujini. Po podatkih Statističnega urada Republike Slovenije je na dan 1. januarja 2011 v Slovenji uporabljalo ta priimek 64 oseb.  

## Znani slovenski nosilci priimka
- Anamarija Tomac Krečič (*1975), flavtistka
- Branko Tomac, arhitekt
- Mateja Tomac Calligaris, glasbena pedagoginja (zasebna šolnica)
- Metod Tomac (*1968), glasbenik hornist in pedagog
- Milan Tomac (*1970), arhitekt
- Zvone Tomac (*1974), pop-glasbenik, producent, aranžer

## Znani tuji nosilci priimka
- Eli Tomac (*1992), ameriški motokrosist
- Eugen Tomac (*1981), romunski politik
- John Tomac (*1967), ameriški kolesar
- Petar Tomac (1899—1973), hrvaški general
- Zdravko Tomac (1937—2020), hrvaški politolog, politik in publicist